# John Kimmel
Pour les articles homonymes, voir Kimmel (homonymie).
John Kimmel (1866–1942) est un accordéoniste américain.
Musicien virtuose du début du XXe siècle né aux États-Unis à Brooklin de parents immigrés allemands. Il a été le premier accordéoniste à enregistrer des airs irlandais, aux alentours de 1904, il a enregistré de nombreuses pièces (Musique irlandaises, Marches...) sur cylindre et sur de nombreux 78 tours pour les plus grandes marques de disque de l'époque : Edison, Amberol, Zonophone, Par-o-ket, Columbia, Victor...
Son style très ornementé fait encore école de nos jours pour les joueurs de mélodéon (accordéon diatonique 10 boutons).